# Hasselt
För andra betydelser, se Hasselt (olika betydelser).

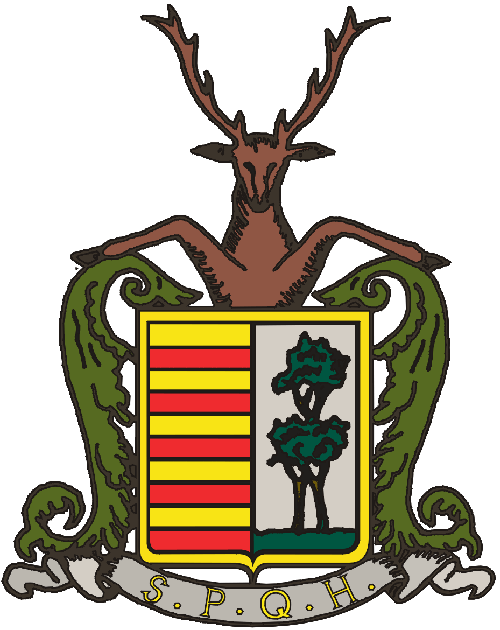
Hasselts vapen

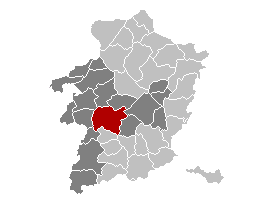
Hasselts läge inom Limburg

Hasselt är huvudstad och en kommun i provinsen Limburg i Belgien med knappt 70 000 invånare. Här hölls Junior Eurovision Song Contest 2005. Här flyter också floden Demer igenom.
Philips startade produktion i Hasselt 1955. Här tillverkades skivspelare, högtalare med mera. Hasselt fick med tiden även forskning och utveckling med milstolpar i kompaktkassetten 1963 och CD:en 1983. Kompaktkassetten togs fram under ledning av Lou Ottens i konkurrens med ett Philips-team i Wien. Fabriken lades ned 2004.

## Gratis kollektivtrafik
Hasselt är känt för ett långvarigt projekt med gratis kollektivtrafik inom kommunen.
Hasselt införde nolltaxa för lokal busstransport 1997 för både alla kommunens invånare och besökare i staden. Nolltaxan ledde till mer omfattande kollektivtransport. I juni 1997 hade Hasselt ungefär 1.000 passagerare per dag, medan antalet 2007 var i medeltal 12.000 på 46 bussar på nio busslinjer.
År 2013 ansåg sig kommunen inte längre ha råd att ha nolltaxa för alla, utan inskränkte den till att gälla enbart för barn och ungdom under 19 års ålder.